# Thranius fryanus
Thranius fryanus är en skalbaggsart som beskrevs av Charles Joseph Gahan 1906. Thranius fryanus ingår i släktet Thranius och familjen långhorningar.
Artens utbredningsområde är Myanmar. Inga underarter finns listade i Catalogue of Life.